# Heavy Petting Zoo
 (juin 2023).
Si vous disposez d'ouvrages ou d'articles de référence ou si vous connaissez des sites web de qualité traitant du thème abordé ici, merci de compléter l'article en donnant les références utiles à sa vérifiabilité et en les liant à la section « Notes et références ».
Albums de NOFX
I Heard They Suck Live!!
(1995) So Long and Thanks for All the Shoes
(1997)
Heavy Petting Zoo est le sixième album studio de NOFX. Sorti sur le label Epitaph en 1996, il est considéré par les fans comme leur « album le plus bizarre » à cause des sujets qu'il aborde dans certaines chansons tels que les libertés personnelles et des thèmes cyniques. Cet album a quand même bien été accueilli par la critique. Il a atteint la 63e place du classement américain Billboard 200, premier album du groupe à y figurer, tandis qu'il a obtenu la 20e place en Autriche et la 13e place en Suède et en Finlande.
Ce disque a notamment choqué et fait parler de lui à cause de la pochette très provocatrice représentant un fermier en train de commettre des attouchements sur un mouton. Elle a été réalisée par l'artiste Mark DeSalvo et a été censurée en Allemagne à cause de son contenu zoophile.
Le morceau August 8th fait référence à la mort du guitariste et chanteur Jerry Garcia. L'auteur-compositeur Fat Mike a commenté qu'il avait écrit cette chanson, "parce qu'il déteste les Grateful Dead" mais il s'avère qu'il s'est trompé de date, Garcia étant mort le 9 août.
Le titre Liza revisite les lesbiennes Liza et Louise déjà présentes sur l'album de 1992 White Trash, Two Heebs and a Bean. La troisième chanson à propos de ce couple, Louise, se retrouvera sur leur huitième album Pump Up the Valuum qui sortira en 2000.

## Pistes
1. Hobophobic (Scared of Bums) – 0:48
2. Philthy Phil Philanthropist – 3:10
3. Freedom Lika Shopping Cart (sic) – 3:43
4. Bleeding Heart Disease – 3:36
5. Hot Dog In a Hallway – 2:51
6. Release the Hostages – 2:29
7. Liza – 2:55
8. What's the Matter With Kids Today? – 1:13
9. Love Story – 2:37
10. The Black and White – 3:36
11. Whatever Didi Wants – 3:02
12. August 8th – 1:35
13. Drop the World – 3:22

Toutes les chansons ont été écrites par Fat Mike.